# Gabriel Fernández (basket-ball)
Pour les articles homonymes, voir Fernández et Gabriel Fernández.
Gabriel Fernández, né le 23 octobre 1976 à Burzaco, est un joueur argentin de basket-ball, évoluant au poste d'ailier fort.

## Clubs
- 1995-96  :  Ferro Carril Oeste
- 1996-00  :  Boca Juniors
- 2000-01  :  Estudiantes de Olavarría
- 2001-02  :  Saint Thomas Basket Le Havre
- 2002 :  Tau Vitoria
- 2002-04  :  Forum Valladolid
- 2004-05  :  Plus Pujol Lleida
- 2005-08 :  Cimberio Varese
- 2008 :  Boca Juniors
- 2008 :  Marinos de Anzoátegui
- 2008-09  :  Boca Juniors
- 2009-10  :  Obras Sanitarias de Buenos Aires
- 2010-11  :  Club Atlético Lanús
- 2011-13  :  Club Atlético Independiente
- 2013-15  :  Peñarol Mar del Plata
- 2015  :  Club Atlético Huracán
- 2017-18  :  Burzaco

## Palmarès

### Équipe nationale
- Jeux olympiques d'été
  -  Médaille d'or aux Jeux olympiques de 2004 à Athènes, en Grèce
- Championnat du monde masculin de basket-ball
  -  Médaille d'argent au Championnat du monde de basket masculin 2002, en Chine
  - 4e du Championnat du monde de basket masculin 2006, au Brésil